# Mount Gabriel
Mount Gabriel är ett berg i republiken Irland.   Det ligger i grevskapet County Cork och provinsen Munster, i den sydvästra delen av landet, 300 km sydväst om huvudstaden Dublin. Toppen på Mount Gabriel är 400 meter över havet, eller 326 meter över den omgivande terrängen. Bredden vid basen är 15,2 km.
Terrängen runt Mount Gabriel är kuperad åt nordväst, men åt sydost är den platt.Runt Mount Gabriel är det glesbefolkat, med 14 invånare per kvadratkilometer. Närmaste större samhälle är Bantry, 15,4 km norr om Mount Gabriel. Trakten runt Mount Gabriel består i huvudsak av gräsmarker.